# Mezquita de Jezzar Pasha
La mezquita de Jezzar Pasha (en árabe: جامع جزار باشا) se localiza en la calle de al-Jezzar, dentro de los muros de la vieja ciudad de San Juan de Acre (Israel), que mira al este del Mar Mediterráneo.
La mezquita es un excelente ejemplo de la arquitectura otomana, que incorporó elementos bizantinos y persas. Algunos de estos son el domo verde, el minarete y un gran patio.
La mezquita fue el proyecto del gobernador otomano de Acre, Ahmed al Jezzar Pasha, apodado como el Carnicero, en el período tardío del siglo XVIII; infame por su crueldad, por sus impresionantes actos públicos y conocido por vencer a Napoleón en el sitio de Acre en 1799.
Fue construida sobre antiguas casas de oración cristianas y musulmanas, y otras construcciones de los cruzados.. Los materiales de construcción de la mezquita, en particular los componentes de mármol y granito, fueron tomados de las antiguas ruinas de Cesarea, Atlit y del Acre medieval. El-Jazzar encargó a varios albañiles griegos la construcción de la mezquita. Existe una tughra o monograma sobre un disco de mármol dentro de la puerta, mostrando al sultán gobernante, su padre, y llevando la legenda "siempre-victorioso".